# Instalaza Alcotán-100
L' Alcotán-100  és un sistema llançagranades (llançacoets) polivalent, llançables des de l'espatlla, sense retrocés i portàtil per un sol home per a ús de la infanteria. És fabricat a Espanya per la companyia Instalaza.

## Descripció
El Alcotas-100 està format per dos components principals:
1. La direcció de tir  (reutilitzable)
2. La munició  (un sol ús)

### Direcció de tir
La direcció de tir optrónica reutilitzable, anomenada VOSEL, li proporciona al Alcotas-100 una elevada probabilitat d'impacte en blanc.
La direcció de tir VOSEL disposa de total capacitat dia/nit, telemetria làser, sensor de desplaçament lateral del blanc, i presentació del punt futur.
Està formada pels següents components:
- Mòdul de visió

Mode de visió diürna/nocturna: la direcció de tir està dotada d'una mira òptica que mitjançant l'activació d'un tub intensificador d'imatge de 3 ª generació permet la identificació del blanc a una distància de fins a 1.200 m de nit.
- Mòdul de telemetria

Un telèmetre làser de classe 1, amb de 2.000 m d'abast, determina la distància a la qual hi ha el blanc.
- Mòdul d'orientació

Un sensor triaxial proporciona dades per a determinar el desplaçament angular del blanc.
- Mòdul de presentació

Mostra el tirador la informació generada per la direcció de tir (missatges, creu de seguiment, punt futur, i alça de combat).
- Mòdul de càlcul

Incorpora l'electrònica que gestiona totes les funcions de la direcció de tir:
1. Verifica l'estat de la direcció de tir (auto-test).
2. Identifica el tipus de munició i la temperatura a la qual aquesta es troba.
3. Rep la informació dels mòduls de telemetria i d'orientació.
4. Elabora la informació rebuda, seguint les taules de tir incorporades per als diferents tipus de munició.
5. Calcula la situació del blanc (punt futur).
6. Transmet la informació del punt futur al mòdul de presentació, que el mostra a través de l'ocular.

La realització de totes aquestes funcions, inclòs el seguiment del blanc es realitzen en menys de 3 s. El procés d'elaboració i càlcul dura menys de 0,03 s.
- Mòdul d'alimentació

Consta d'una bateria recarregable de 12 V.
- Mòdul de Seguretat i tret

Conté els elements de seguretat que controlen l'habilitació de la direcció de tir perquè el tirador realitzi el tret.
- Elements externs

Controls, guia d'acoblament amb el tub i elements de connexió.

### Munició
La munició està formada per:
- El  tub contenidor/llançador

Serveix per a transportar el projectil i disparar, és l'únic element un sol ús. Està fabricat amb fibres i resines, dissenyat per suportar les influències ambientals externes i la pressió interna que produeix la fase de llançament. S'acobla a la direcció de tir mitjançant una guia i un connector. També disposa de tapes protectores que tanquen el tub fins al moment del tir, una corretja de transport i suports per al tirador.
- El  motor de llançament
- El  projectil

#### El projectil
El projectil és propulsat per coet de combustible sòlid. Té tres tipus de munició específics per a diferents blancs:
- Anti-tanc
- Anti-blindatge/fragmentació
- Anti-bunker

A més poden disparar des d'espais tancats.